# Kalapácscserje
A kalapácscserje (Cestrum) a burgonyavirágúak (Solanales) rendjébe tartozó burgonyafélék (Solanaceae) családjának egyik nemzetsége.

## Elterjedése
Közép- és Dél-Amerikából származik; főleg a trópusi és szubtrópusi éghajlatú területekre több faját betelepítették.

## Megjelenése, felépítése
Kétszikű, lágyszárú növény. Szára sima; lehet elágazó vagy hengeres. Cserje vagy kúszó cserje. Dézsában tartva az évelő fajták 2 m magasra, 1,5 m átmérőig megnőhetnek.
Szórt állású, rövid nyelű, tojásdad leveleinek csúcsa kihegyesedik. A levelek erezete élre futó, szárnyas.
Virágzata bugavirágzat; termése piros, gömbölyű bogyó.

## Életmódja
Egynyári vagy évelő.
Hőigénye közepes.
Fényigényes: direkt napfényre vagy félárnyékba ültethető.
A laza, sok tápanyagot tartalmazó talajt kedveli. A szárazságot nem bírja.
Magról vagy dugvánnyal szaporítható.

## Felhasználása
Több faját dísznövénynek termesztik.
Minden része mérgező.